# Solenostoma bilobum
Solenostoma bilobum là một loài rêu tản trong họ Jungermanniaceae. Loài này được (Amak.) Potemkin & Nyushko mô tả khoa học lần đầu tiên năm 2009.